# Estadio municipal de Braga
El Estadio Municipal de Braga es un campo de fútbol de Braga, Portugal, con un aforo de 30 286 espectadores, construido en 2003 es el nuevo terreno de juego del SC Braga, y fue una de las sedes de la Eurocopa 2004. Obra del arquitecto portugués Eduardo Souto de Moura, por la que ganó el Premio Pritzker de arquitectura en 2011.

## El Estadio: Construcción y uso
El SC Braga paga una renta mensual de 500 € por el uso del estadio. En julio de 2007, el SC Braga anunció un acuerdo durante un período de tres años de patrocinio con la compañía de seguros francesa AXA, que incluye el cambio del nombre con el que el club denomina al estadio, siendo conocido desde entonces como Estadio AXA. Sin embargo, el municipio como propietario, aclaró que el estadio no se había cambiado de nombre ya que este era un acuerdo sólo entre el club de fútbol, inquilino del estadio, con una empresa. El estadio es también conocido como La Cantera.
El estadio fue construido en una cantera de Monte Castro, que domina la ciudad de Braga, con gradas únicamente en los laterales del terreno de juego. Detrás de un fondo están las paredes de roca de la cantera y en el fondo contrario hay una pequeña colina con una vista panorámica de la ciudad. Cada grada lateral se cubre con una cubierta al estilo de un techo, y ambas están conectadas entre sí a través de decenas de cables de acero, inspirada en un diseño de los puentes construidos por los incas.
Una vez dentro del estadio, pasar de una grada a la otra se realiza a través de una plaza de 5000 metros cuadrados que se sitúa bajo el terreno de juego. En esta plaza se celebró la Minho Campus Party, una concentración de seguidores de informática en 2004.
La enorme cantidad de roca que se extrajo durante la construcción del estadio contribuyó en gran medida al coste final de 200 millones de euros, más que cualquier otro de los diez nuevos estadios construidos para la Eurocopa 2004.
El estadio es a menudo considerado como uno de los más originales y bellos estadios del mundo. El Financial Times, en un artículo acerca de los estadios de Gran Bretaña, se refiere al Estadio Municipal de Braga como uno de los cuatro ejemplos de "campo hermoso". Afirmando que: "No ha habido nada en este país que coincida con las delicias de la arquitectura de Eduardo Souto de Moura con el estadio de Braga en Portugal, un escenario impresionante tallado en la ladera de una roca en el sitio de una antigua cantera"

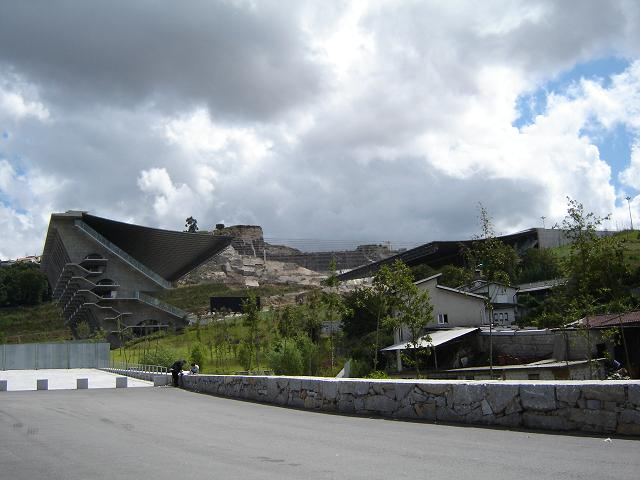
Exterior de la "Cantera".